# Хон (коммуна)
Возможно, вы искали игру Heroes of Newerth (HoN).
Возможно, вы интересовались хонингованием.
Хон (нем. Hohn) — община в Германии, в земле Шлезвиг-Гольштейн.
Входит в состав района Рендсбург-Экернфёрде. Подчиняется управлению Хонер Харде. Население составляет 2349 человек (на 31 декабря 2010 года). Занимает площадь 31,94 км².